# Passalus serankuai
Passalus serankuai (лат.) — вид сахарных жуков рода Passalus из семейства пассалиды (Passalidae). Неотропика (Колумбия).
Крупного размера жуки, которые имеют длину около 3 см (от 28,7 до 34,2 мм), буровато-чёрные, блестящие. Тело слегка уплощено. Передний край лица с двумя заметными вторичными медиально-фронтальными бугорками, почти полностью слитыми. Медиофронтальный и латерофронтальный бугорки слиты, крупные. Центральный бугорок с очень свободной вершиной, достигающей или превышающей переднюю границу лобков. Латеропостерные бугорки маленькие, отчетливые. Глаза крупные. Антеннальная булава трехламеллярная, с длинными ламелями. Лацинии с двузубой вершиной. Медиобазальная область ментума выступающая и опушенная. Маргинальная пронотальная борозда занимает 2/3 переднего края пронотума. Простернеллюм ромбовидный, усеченный. Мезостернум голый, с отчетливыми и удлиненными рубцами. Метастернум опушен переднелатерально, латеральная борозда голая; диск гладкий и ограничен точками, за исключением передней части. Плечи опушены, эпиплевры с несколькими волосками в нижней части. Последний стернит брюшка с полной маргинальной бороздкой. Передний вентральный край переднего бедра с заметной бороздкой. Мезо- и метатибии с небольшими шипами или не вооружены.  Клипеус скрыт под лицевым склеритом. Фронтоклипеус отсутствует.